# Heilig Hartkerk (Ukkel)
De Heilig Hartkerk (Frans: Église Sacré-Cœur) is een kerkgebouw in de Belgische gemeente Ukkel in het Brussels Hoofdstedelijk Gewest. De kerk staat aan de Vanderkinderestraat in de wijk De Kat in het noorden van de gemeente Ukkel.
De kerk is gewijd aan de Heilig Hartverering.

## Geschiedenis
In 1952 werd de kerk gebouwd.

## Gebouw
De kerk staat ingeklemd tussen de gebouwen aan de Vanderkinderestraat. Het niet-georiënteerde kerkgebouw bestaat uit een schip met drie traveeën, een breder viering en een smaller koor met driezijdige koorsluiting. In de westelijke oksel van het koor met de viering staat een klokkentoren. Het schip wordt gedekt door een zadeldak die insteekt in het tentdak van de viering. Ook het lagere zadeldak van het koor steekt in het tentdak van de viering. Aan de noordzijde bevindt zich het ingangsportaal met daarboven negen smalle hoge ramen.